# Hendrosari
Hendrosari is een bestuurslaag in het regentschap Gresik van de provincie Oost-Java, Indonesië. Hendrosari telt 2428 inwoners (volkstelling 2010).